# كاوكورت
كاوكورت (بالفرنسية: Caucourt)‏ هي بلدية تقع في إقليم باد كاليه من منطقة نور با دو كاليه في شمال فرنسا. تبلغ مساحة هذه المدينة 5.51 (كم²)، وترتفع عن سطح البحر 112 م، يبلغ عدد سكانها 277 نسمة حسب إحصاء المعهد الوطني للإحصاء والدراسات الاقتصادية سنة 2009 م. وترأس Alfred Reschke البلدية خلال فترة (2008-2014).